# RaShaun Allen
RaShaun Allen (25 febbraio 1990) è un giocatore di football americano statunitense che gioca nel ruolo di tight end per gli Houston Texans della National Football League (NFL). Al college ha giocato a football alla Southern University.

## Carriera professionistica

### Seattle Seahawks
Dopo non essere stato scelto nel Draft NFL 2014, Allen il 9 maggio firmò coi Seattle Seahawks. Debuttò come professionista subentrando nella settimana 7 contro i St. Louis Rams. Dopo essere stato svincolato, tra il 3 e l'11 novembre fece parte della squadra di allenamento dei Minnesota Vikings, salvo tornare a far parte del roster attivo di Seattle il giorno successivo dopo l'infortunio occorso a Zach Miller.

## Palmarès

### Franchigia
- National Football Conference Championship: 1

Seattle Seahawks: 2014

## Statistiche
| Partite totali      | 1 |
| Partite da titolare | 0 |
| Ricezioni           | 0 |
| Yard su ricezione   | 0 |
| Touchdown           | 0 |

Statistiche aggiornate alla stagione 2014